# Turbomeca TM 333

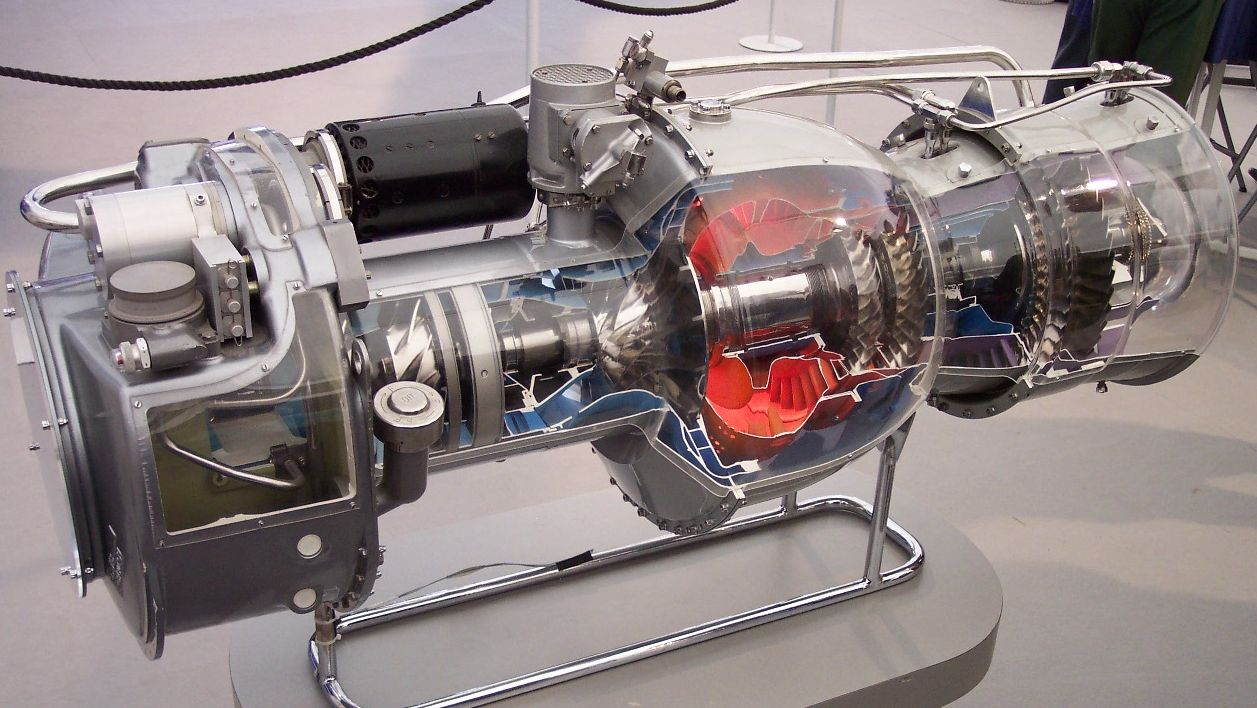
Eine Turbomeca Makila

Die Turbomeca Makila ist eine Wellenturbine des französischen Herstellers Turboméca speziell für den Antrieb von Hubschraubern mit einem Gewicht von fünf bis sechs Tonnen. 

## Geschichte
Entwickelt wurde das Triebwerk für Eurocopters zweimotorige Dauphin- und Panther-Hubschrauber. Der Erstlauf erfolgte 1974, es wurde aber zuerst für den indischen HAL-Dhruv-Hubschrauber eingesetzt. Die Zertifizierung des 2B2 erfolgte im Dezember 2001 durch die französische Luftaufsichtsbehörde DGAC, die der 2M2 im August 2007.

## Technische Daten
Das Triebwerk besitzt zwei getrennte Wellen. Der Gaserzeuger besteht aus einem dreistufigen Verdichter, wobei die ersten zwei Stufen eine axiale Bauform aufweisen und die dritte als Radialverdichter ausgeführt ist. Die Brennkammer ist als rückwärts gerichtete Ringbrennkammer ausgebildet und arbeitet mit einer einstufigen Turbine. Die Leistungsturbine ist ebenfalls als einstufige Turbine ausgeführt. Die Abtriebsdrehzahl beträgt 23.000/min, die durch ein Reduktionsgetriebe auf 6000/min herabgesetzt wird.
| Variante   | Startleistung | Dauerleistung | MTBO   | Abmessungen          | Gewicht | Einsatz                    |
| ---------- | ------------- | ------------- | ------ | -------------------- | ------- | -------------------------- |
| TM 333 2B2 | 825 kW        | 736 kW        | 2000 h | 1,05 × 0,49 × 0,75 m | 167 kg  | HAL Dhruv                  |
| TM 333 2M2 | 825 kW        | 736 kW        | 2000 h | 1,05 × 0,49 × 0,75 m |         | HAL Cheetah und HAL Chetak |